# Jacob Pleydell-Bouverie (4e comte de Radnor)
Jacob Pleydell-Bouverie, 4e comte de Radnor (18 septembre 1815 - 11 mars 1889), est le fils de William Pleydell-Bouverie (3e comte de Radnor) et de Judith Anne St John-Mildmay. Il est titré vicomte Folkestone de 1828 à 1869

## Biographie
Il fait ses études à Harrow et à Christ Church (Oxford). Le 2 octobre 1837, il est cornette dans le troupe de Salisbury du régiment royal de Wiltshire Yeomanry. Il est lieutenant dans le régiment du 20 mai 1840 au mois d'avril 1847.
Il est nommé haut-shérif de Wiltshire en 1846 et lieutenant-adjoint de Berkshire le 2 mai 1855. Il succède à son père en tant que comte de Radnor en 1869 et est nommé lord-lieutenant du Wiltshire en 1878.
Il est gouverneur de l'hôpital français. Les comtes successifs de Radnor ont été gouverneurs de l'hôpital du XVIIIe siècle à 2015.

## Famille
Il épouse le 3 octobre 1840 Lady Mary Augusta Frederica Grimston, fille de James Grimston (1er comte de Verulam). Ils ont douze enfants: 
- William Pleydell-Bouverie (5e comte de Radnor) (19 juin 1841 - 3 juin 1900)
- Duncombe Pleydell-Bouverie (10 octobre 1842 - 25 janvier 1909)
- Bertrand Pleydell-Bouverie (23 avril 1845 - 7 novembre 1926), marié à Constance Jane Nelson, fille de Horatio Nelson (3e comte Nelson)
- John Pleydell-Bouverie (18 juillet 1846 - 28 mars 1925), épouse Grace Malaby
- Anne Pleydell-Bouverie (vers 1847 - 18 septembre 1915), mariée à Archibald Alexander Speirs
- Mark Pleydell-Bouverie (27 septembre 1851 - 17 février 1895)
- Kenelm Pleydell-Bouverie (29 mars 1852 - 11 juillet 1921), épouse Evelyn Maitland-Makgill-Crichton
- Margaret Pleydell-Bouverie (c.1853 - 5 janvier 1924), mariée à David Maitland-Makgill-Crichton
- Edith Pleydell-Bouverie (vers 1855 - 28 décembre 1922), mariée à Charles Cotes
- Christopher Pleydell-Bouverie (30 décembre 1856 - 22 mars 1892)
- Frank Pleydell-Bouverie (19 avril 1858 - 15 juillet 1909)
- Gertrude Pleydell-Bouverie (19 avril 1858 - 11 janvier 1940), épouse Arthur Monckton